# Carl Norac
Pour les articles homonymes, voir Norac.
Carl Norac, nom de plume de Carl Delaisse, né le 29 juin 1960 à Mons (province de Hainaut), est un poète et écrivain belge de langue française.
Il est principalement auteur de recueils de poésies, et de textes d'albums jeunesse, mis en images par divers illustrateurs.

## Biographie
Carl Delaisse naît le 29 juin 1960 à Mons. Il est le fils du poète Pierre Coran (qui fut instituteur dans sa jeunesse) et de la comédienne Irène Coran. Il grandit dans une grande « cité populaire » selon ses propres termes, puis dans le Hainaut, où la nature et la forêt sont ses premières sources d'inspiration, pour des textes et surtout des poèmes. De son enfance, il garde, comme il le dit lui-même « une foi absolue en l’émerveillement », et était un lecteur « boulimique, passionné et nocturne. »
Il devient professeur de français, attaché culturel et professeur d’histoire littéraire au Conservatoire royal de Mons, et vit de sa plume depuis les années 1990.
Il a vécu près de Mons en Belgique, sa ville natale, pendant une trentaine d'années, où il a notamment été guide au Musée du Grand-Hornu, ancien complexe industriel de charbonnages. Puis au Québec (qui lui inspire l'ouvrage Le Carnet de Montréal), et en France, dans le département du Loiret,, depuis 1998.
Sa fille naît à la fin des années 1990, et lui inspire en 2001 l'album Le Père Noël m'a écrit, illustré par Kitty Crowther, ainsi que le recueil de poésie Lettres du géant à l'enfant qui passe publié en 2002.
Depuis décembre 2017, l'école élémentaire publique de la ville de Neuville-aux-Bois dans le Loiret porte son nom,.

## L’œuvre

### Le poète

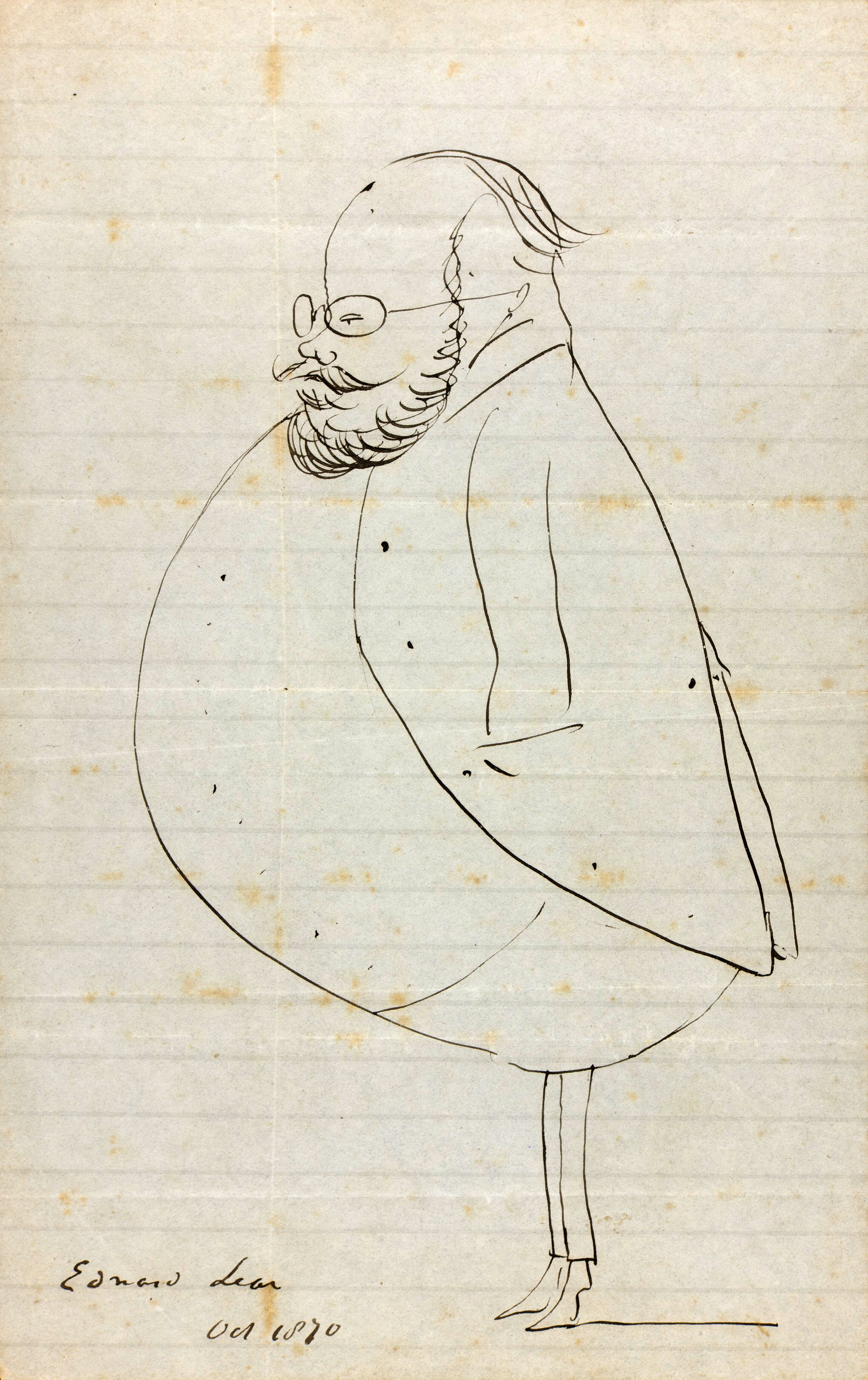
Edward Lear, Auto-caricature, debout, de profil (1870).

Il remporte à 19 ans le prix Casterman de Poésie 1979,, pour un poème inspiré par Gérard de Nerval.
Il a publié plusieurs dizaines de recueils de poésies, aux Éditions de la Différence et aux Éditions de l'Escampette.
Il reçoit plusieurs prix pour ses poèmes. Dans les années 1990 : en 1991 le Prix Maurice et Gisèle Gauchez-Philippot pour son recueil Le Maintien du désordre, et en 1992 le prix Émile Polak de l'ARLLFB pour le recueil Chiens rouges. Dans les années 2000, il est lauréat en 2002 du prix Eugène Schmits de l'ARLLFB pour le recueil de poésie Éloge de la Patience, et en 2009 du Prix Charles Plisnier pour son recueil Sonates pour un homme seul. Il reçoit également en 2009 le Grand Prix SGDL du livre jeunesse  pour son album Petits poèmes pour passer le temps, illustré par  Kitty Crowther.
Il lit ses textes sur scène, en compagnie de son ami, l'auteur Hugo Claus (1929-2008).
Carl Norac s'inspire aussi de la poésie et de l'humour anglais du poète britannique du XIXe siècle Edward Lear,,.
À la fin des années 1990, il fonde la revue et les éditions Le Fram avec Karel Logist et Serge Delaive.
La naissance de sa fille lui inspire en 2002 le recueil de poésie Lettres du géant à l'enfant qui passe. Le journal La Libre Belgique écrit, dans un article sur le recueil : « Témoignage d'amour d'un père à sa fille-fée, signe de transmission, profonde légèreté de l'écriture, envie de se glisser dans la nature, de l'épouser, de la sentir. »
En 2005 il est choisi pour l'opération « Lire en fête » de la ville de Paris, et ses textes sont affichés dans le métro parisien. En 2011, pour l'opération « Transpoésie », c'est dans le métro de Bruxelles qu'ils s'affichent.
Il fait partie des poètes de la Génération 58 et, à ce titre, ses écrits sont représentés en Belgique et à l'étranger dans diverses anthologies de l'histoire de la poésie en Belgique et en France.
Il déclare en 2016 : « J’aime dire poète parce que c’est un mot un peu galvaudé. C’est mon genre littéraire préféré, car il transcende tous les autres. Que j’écrive un album, une prose, du théâtre, la petite lumière de départ, c’est toujours le mot poésie. »

### L'auteur d'albums jeunesse
Dans une interview de 2005, il dit s'identifier volontiers au personnage de Till l'Espiègle « pour l’origine flamande et surtout pour l’espièglerie », paysan doté de beaucoup d'esprit, présent dans la littérature dès le 16e siècle, et repris dans l'ouvrage de l'écrivain belge francophone Charles de Coster, en 1867.
Les relations affectives, le goût des voyages et l'humour sont ses principaux thèmes de prédilection.  

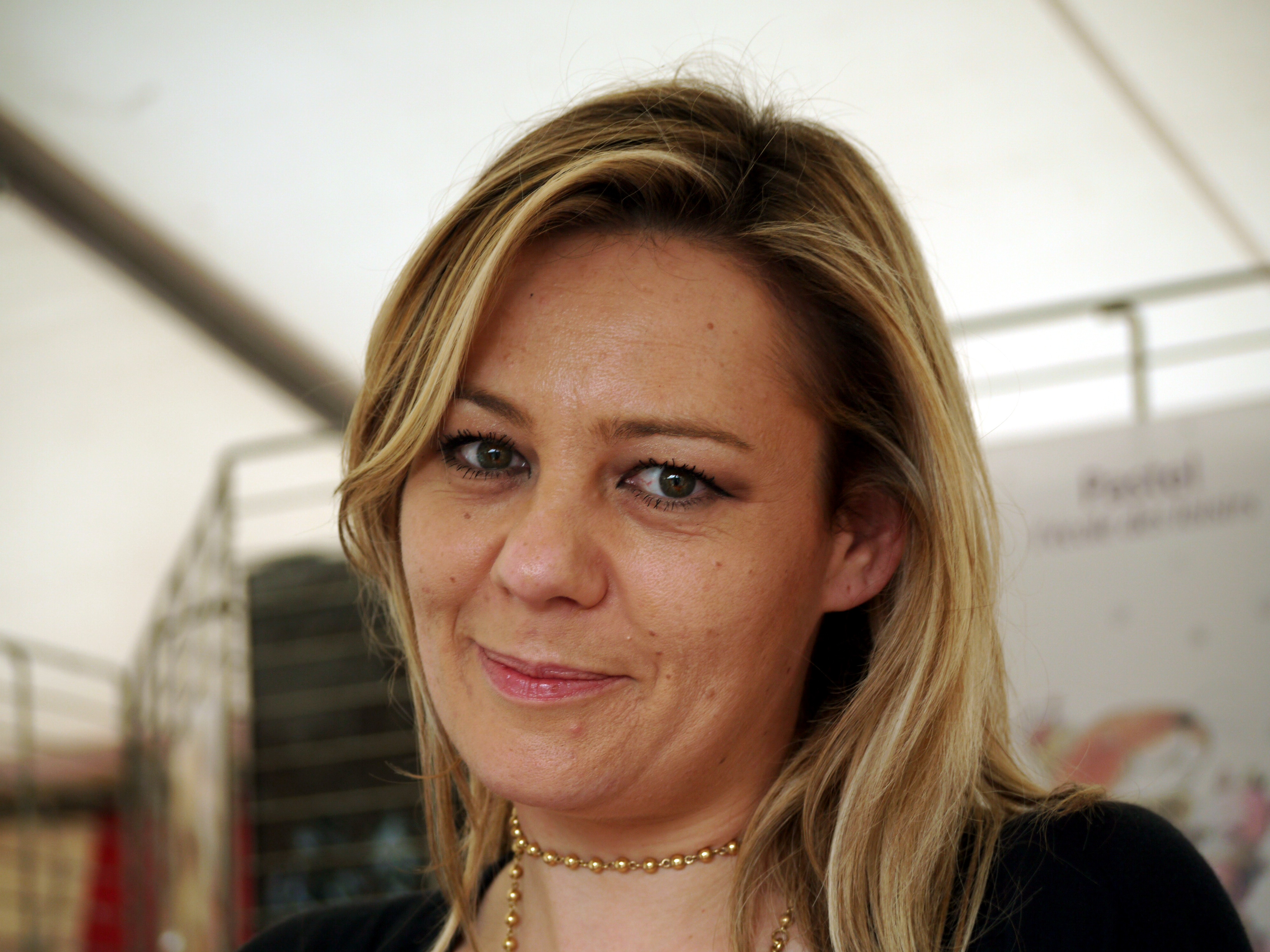
Isabelle Chatellard, qui a illustré plusieurs de ses albums, depuis 2010.

#### Entouré de nombreux illustrateurs
Ses multiples textes jeunesse sont illustrés par de nombreux illustrateurs renommés — qui sont par ailleurs auteurs également. Laurence Bertels écrit dans un article en 2006 dans le journal La Libre Belgique : « Plein de gratitude à l'égard d'illustrateurs qui le comprennent bien, il admire leur talent et la touche indispensable qu'ils apportent aux écrits qu'il ne cesse d'élaguer. Chaque mot est pesé, compté, pensé, trié. »
Ses principales collaborations sont auprès de l'illustratrice Claude K. Dubois, pour une quinzaine d'albums, dont le succès de leur première collaboration, Les Mots doux, en 1996. Auprès de son compatriote Louis Joos, « son fidèle compagnon de route », avec lequel il signe une dizaine d'albums, souvent autour des différents voyages de l'auteur — comme il en est question dans la section de l'article. 
Ingrid Godon illustre plusieurs albums également, dont ses publications en anglais. Il a travaillé plusieurs fois avec Isabelle Chatellard ou Kitty Crowther. En 2016, il collabore pour la première fois avec le plasticien Christian Voltz, qui travaille avec des matériaux de récupération, pour l'album Le Nid de Jean.
Il admire aussi le travail de l'illustrateur Carll Cneut, avec qui il signe trois albums : Cœur de papier en 2001, Un secret pour grandir en 2003, et Monstre, ne me mange pas en 2006.

#### Publié par plusieurs éditeurs
Son principal éditeur est L’École des Loisirs, dans la collection « Pastel » : il rencontre Christine Germain en 1994, la directrice de cette collection, et sa carrière prend un nouvel essor. La grande majorité de ses publications dépend de cet éditeur.
Dans une proportion moindre, une quinzaine de ses albums est publié aux éditions Sarbacane et Didier Jeunesse. Et quelques-uns aux éditions Rue du monde, Gautier-Languereau ou Bayard Jeunesse.

#### Les contes
Dans les années 1980, ses premières publications sont des adaptations de contes classiques, une dizaine sont publiées aux éditions Chantecler, comme Blanche Neige et les sept nains ou Le Petit Poucet.
Il écrit ensuite quelques contes. Le premier, Bon appétit, Monsieur Logre, illustré par Marie-José Sacré, est publié en 1986, et récompensé d'une "Mention" au prix BolognaRagazzi à la Foire du livre de jeunesse de Bologne l'année suivante. Il publie d'autres contes, comme Un secret pour grandir, illustré par Carll Cneut en 2003, ou Akli, prince du désert, illustré par Anne-Catherine De Boel, l'année suivante.
En 2005, Le Géant de la grande tour, illustré par Ingrid Godon, invite à une réflexion autour du terrorisme,. Carl Norac se dit « impuissant face au terrorisme aveugle — même si j’ai essayé d’en parler avec espoir dans cet album. »
Pour l'album Raja : le plus grand magicien du monde, illustré par Aurélia Fronty en 2009, le journal Le Monde écrit : « Servie par les sublimes camaïeux d'Aurélia Fronty, cette histoire d'amour lumineuse, doublée d'une puissante réflexion sur la destinée, ne serait rien ou presque sans l'aide d'une tortue qui parle. »
Il est également l'auteur de deux contes musicaux, publiés en livre-CD : Swing café en 2009, illustré par Rébecca Dautremer, avec des interprétations de Carmen Miranda, Duke Ellington et The Mills Brothers, et Bazar Circus en 2013, illustré par Isabelle Chatellard. Ce dernier obtient le Grand Prix du livre audio au Centre national du livre 2014, dans la catégorie Jeunesse.

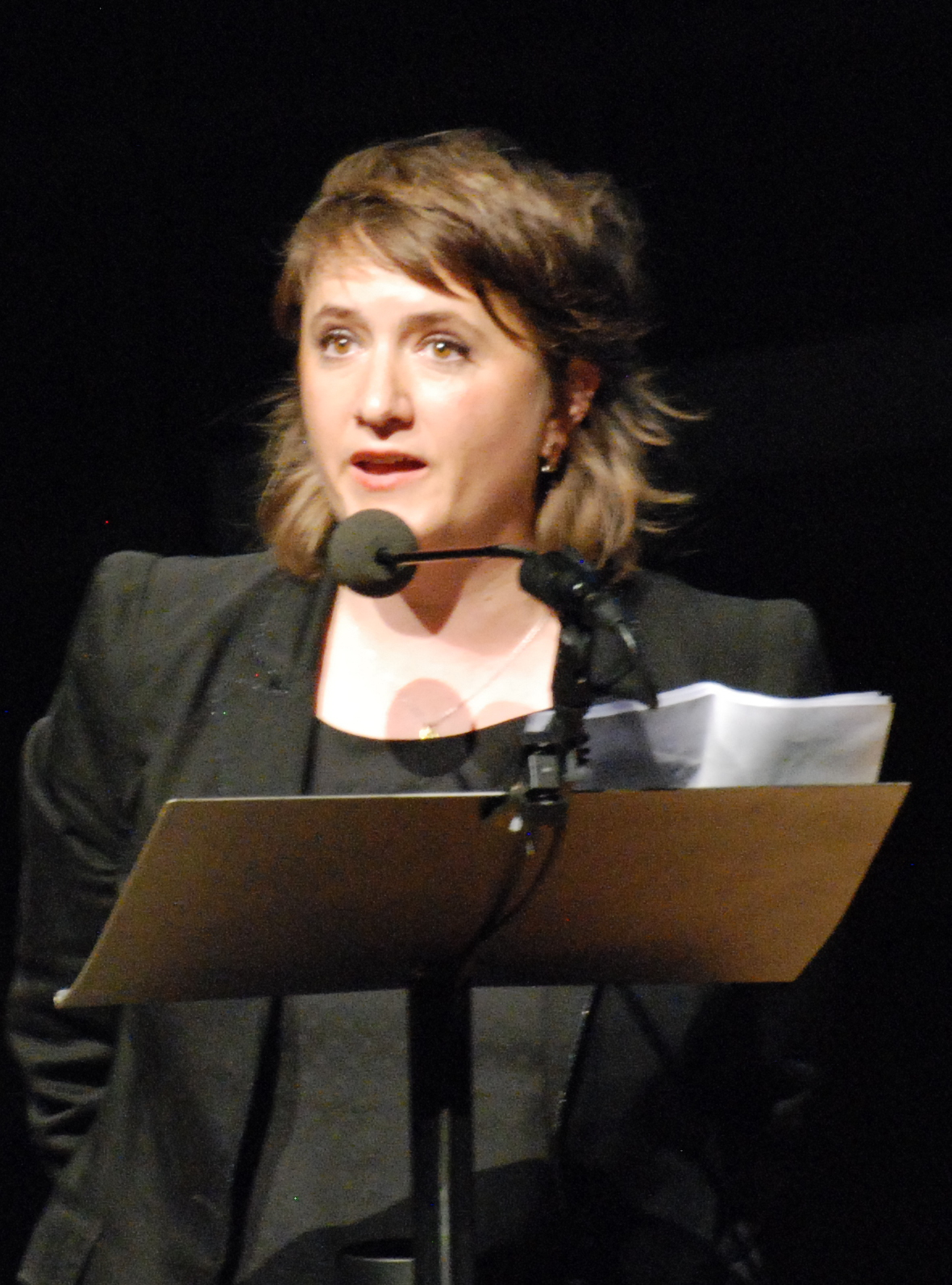
Kitty Crowther, qui a illustré quelques albums, depuis 1999.

#### La poésie
Outre ses multiples recueils de poésie, il écrit également des poèmes pour la jeunesse, en albums illustrés, comme l'album Petites grimaces et grands sourires illustré par Dominique Maes en 2006, ou l'album Petits poèmes pour passer le temps, illustré par  Kitty Crowther en 2009, qui reçoit le Grand Prix SGDL du livre jeunesse la même année.

#### Le succès international deLes Mots doux
Il publie en 1996 Les Mots doux, illustré par Claude K. Dubois, qui a connu un succès international en littérature jeunesse,,, notamment aux États-Unis, où, traduit sous le titre I love you so much, il est en tête des ventes à sa sortie en 1998,. Carl Norac explique, dans un article en 2006 : « Aux États-Unis, il y a une réelle difficulté de dialogue entre parents et enfants à propos de l'amour. Je crois que mon livre révélait vraiment un problème actuel. Il s'agissait d'une question brûlante. Quand on fait des livres affectifs, il y a toujours des gens qui viennent vous en parler. J'en ai déjà vu pleurer lors d'une dédicace. » L'album obtient le prix des Bibliothèques de France en 1996.
Il s'agissait de sa première collaboration avec Claude K. Dubois, et elle illustre par la suite plus d'une quinzaine de ses textes, toujours sur le thème de la tendresse. Ce premier ouvrage et succès de Les Mots doux en 1996 entraîne une suite d'albums avec la petite femelle hamster Lola, avec, deux ans plus tard L'Île aux câlins. S'ensuivent une douzaine de titres, et, en 2018, Adorable, c'est tout moi !.

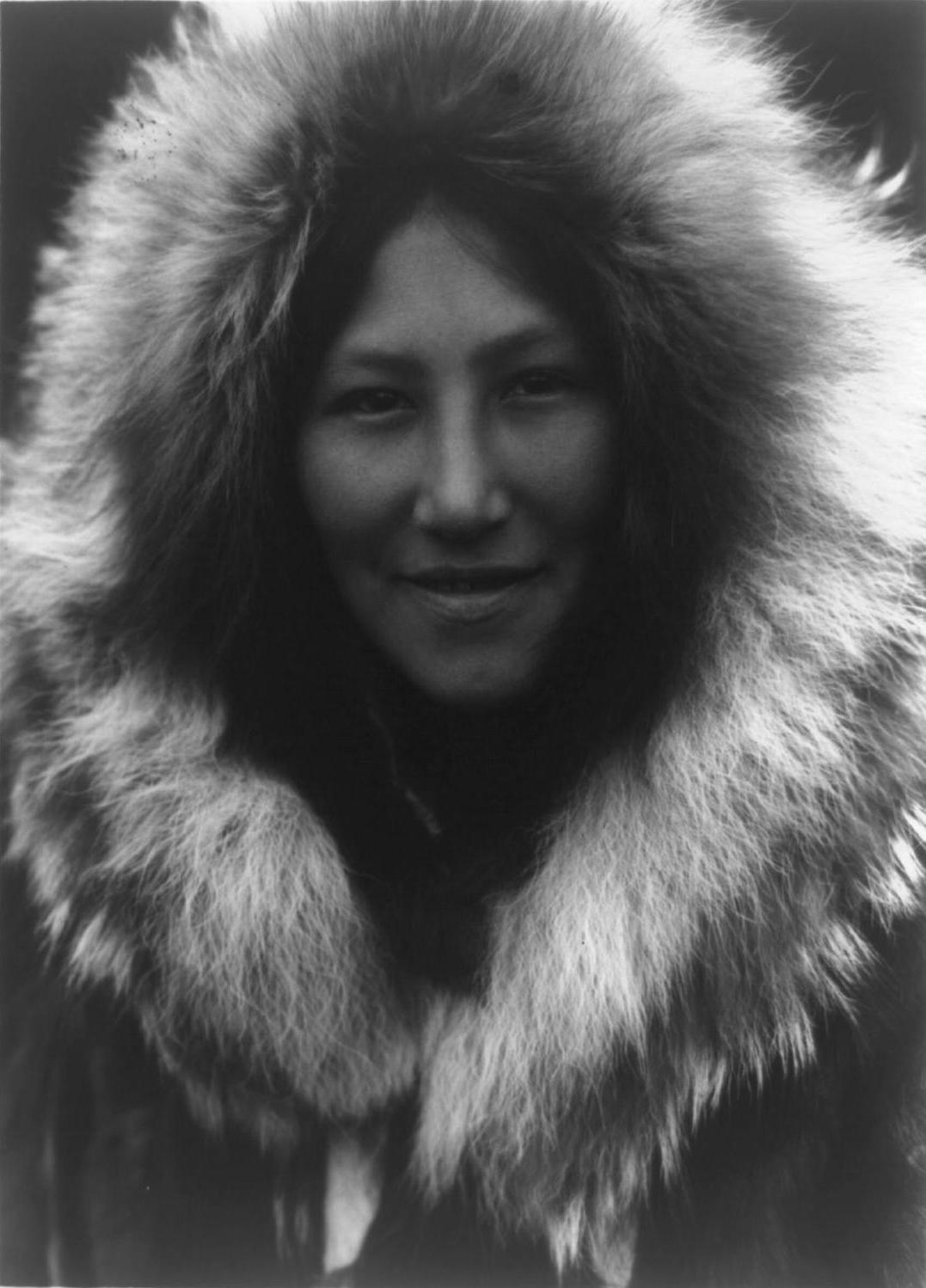
Une femme inuit, photographiée en 1929 par l'anthropologue américain Edward Sheriff Curtis.

#### Le goût des voyages
Carl Norac s'inspire souvent de ses propres voyages autour du monde. Ses premiers grands voyages datent de 1984, pour un périple de plusieurs années, sur plusieurs continents, de l'Asie à l'Arctique, mais il n'écrit pas durant ces premiers voyages. Il explique en 2006 : « Depuis l'adolescence, j'ai deux passions : l'écriture et les voyages. Longtemps, je n'ai pas mêlé ces deux désirs. Je n'écrivais pas en voyageant. J'avais coutume de dire : "La beauté du monde me rend muet". Je craignais aussi de tomber dans le cliché de l'écrivain aux "semelles de vent". J'ai donc commencé par sillonner plus de trente pays sans remplir une page de souvenirs. »
L'inspiration littéraire vient donc plus tard, et en 2016, il indique : « Je change de pays presque dans  chacun de mes livres pour donner ce goût du voyage que j’ai  eu. Mon fantasme d’adolescent était l’écrivain voyageur. Mes poètes préférés  sont notamment Blaise Cendrars ou encore Nicolas Bouvier qui sont  des écrivains voyageurs extraordinaires. À chaque fois que je  voyage, je reviens avec une histoire dans mes bagages. » Ainsi, par exemple, des récits en Australie, avec l'album Le petit sorcier de la pluie en 2004, ou en Inde, avec Asha en 2010, illustrés tous deux par Anne-Catherine De Boel.
« Voyageur avant d'être auteur, Carl Norac a transmis à l'illustrateur Louis Joos ses impressions de Norvège, d'Indonésie, du Sénégal et du Québec. »
Il est surtout fasciné par le Grand Nord, et certains de ses albums s'intéressent à la culture inuit, comme Le Sourire de Kiawak en 1998, ou Angakkeq : la légende de l'oiseau-homme en 2004, ou plus récemment Mère Magie en 2011, albums tous trois illustrés par Louis Joos, « son fidèle compagnon de route » et « son illustrateur de prédilection lorsqu’il s’agit d’élargir ses horizons. » En effet, pour Carl Norac : « Je m'adresse toujours à Louis Joos pour parler d'un pays où je suis allé, pour peindre une ambiance de voyage. J'aime jouer sur les différences plus que sur les affinités. Grâce à lui, le lecteur devient un voyageur qui part vraiment. » Sur leur dernier album Mère Magie en 2011, le journal La Libre Belgique mentionne : « Rien n’est désespéré au pays du grand froid, dans un récit où chaque mot est choisi avec soin, chaque sonorité étudiée pendant que les crayonnés de Louis Joos trahissent la peur et racontent la nature avec tendresse ou désespoir. »

#### Quelques publications récentes
En 2011 est publié l'album dont il a écrit le texte, Au pays de la mémoire blanche, illustré à la peinture à l'huile par l'artiste québécois Stéphane Poulin, un roman graphique qui a nécessité plusieurs années de travail, — six années, selon Carl Norac — sur le thème de la guerre. Le deux camps adverses sont représentés par des chiens et des chats.
Dans Le Noir Quart d'heure, album illustré par Emmanuelle Eeckhout — leur première collaboration —, publié en 2015, Carl Norac s'intéresse à la mine, et au bassin houiller de ses lieux d'enfance, près de sa ville natale de Mons en Belgique, dans le Borinage, où il a également été guide au Musée du Grand-Hornu, ancien complexe industriel de charbonnages. Le Noir Quart d'heure du titre reprend une tradition de cette région, celle de lire un texte dans l'obscurité.
La même année, 2015, il collabore également pour la première fois avec l'illustrateur Zaü. Pour l'article sur l'album du journal La Libre Belgique : « Métaphore du danger qui plane au-dessus de nos têtes et ode à la solidarité, Plus haut que le ciel fait alterner poésie et vivacité. Pour le plaisir du lecteur et pour la bonne cause ». L'ouvrage est en effet associé à l'opération « Les Oubliés des vacances » du Secours Populaire.
Il écrit également des ouvrages en anglais, publiés en Grande-Bretagne, souvent illustrés par l'illustratrice belge venue des Pays-Bas, Ingrid Godon. En 2016, elle illustre également l'album Un ours et moi, et moi, et moi, et selon un article du journal La Libre Belgique sur l'ouvrage : « Ensemble, ils créent un univers tendre, drôle et profond. La musique de Carl Norac épouse les points de vue d’Ingrid Godon pour une mise en perspective des pensées et des traits. »

#### Traductions de ses ouvrages
Les ouvrages de Carl Norac sont traduits dans plus d'une quarantaine de langues,.

### Auteur de spectacle de marionnettes
Carl Norac écrit plusieurs textes de spectacles pour enfants, essentiellement de marionnettes, tous mis en scène par Yves Coumans.
En 1998, ils créent Monsieur Pwoët, en 2002 Gepetto, puis Éléfantino, qui tournera de 2002 à 2005. Tout le ciel est nécessaire est ensuite monté en 2009. Le spectacle d'ombres et de marionnettes, Petites histoires de cœur, et ses tournées en Belgique, en France, en Espagne, et au Portugal, de 2008 à 2011, qui remporte le Prix du meilleur spectacle de marionnettes au Festival international Feten (Espagne) en 2008.
En mars 2018, pour la Fabrique de Théâtre de Frameries, Carl Norac invente le nom et la mythologie d'un géant dessiné par Sara Conti, Gemellis, qui défilera lors de grands événements du folklore en Belgique.

### Auteur de spectacles musicaux

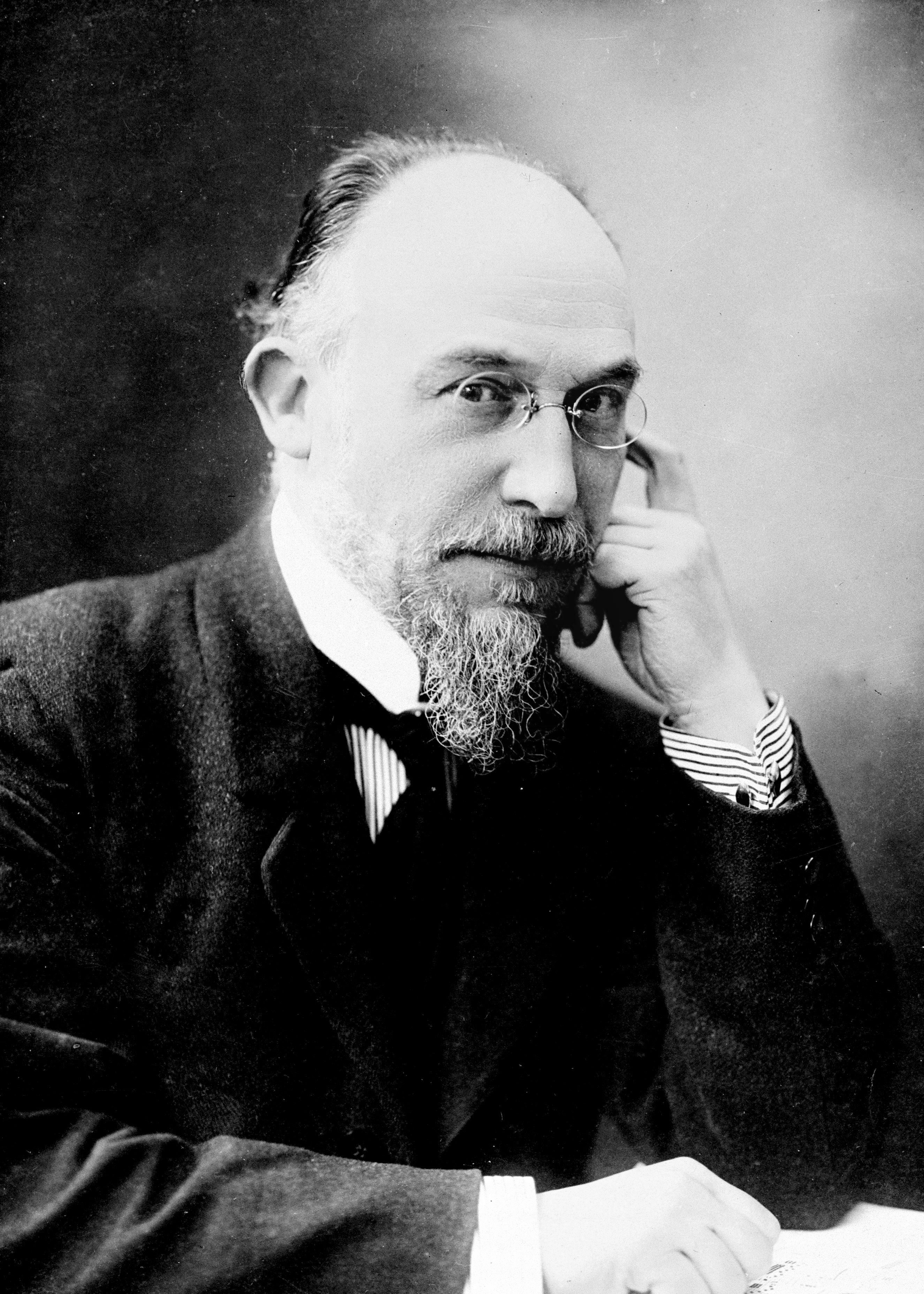
Le compositeur français Erik Satie (1866-1925).

Il est l'auteur de deux contes musicaux, publiés en livre-CD : Swing café en 2009, illustré par Rébecca Dautremer, avec des interprétations de Carmen Miranda, Duke Ellington et The Mills Brothers, et Bazar Circus en 2013, illustré par Isabelle Chatellard. Ce dernier obtient le Grand Prix du livre audio au Centre national du livre 2014, dans la catégorie Jeunesse.           
Il est l'auteur du texte de plusieurs autres livres-CD, consacrés à la musique classique, Le Carnaval des animaux en 2005, d'après l’œuvre de Camille Saint-Saëns, puis Monsieur Satie, l'homme qui avait un petit piano dans la tête (récompensé par le Prix de l'ADAMI et par le Prix de l'Académie Charles-Cros) en 2006, et Monsieur Chopin ou Le voyage de la note bleue en 2010.
Le spectacle Juliette et Roméo est monté sur scène en 2011, sur un texte qu'il a adapté, d'après Serge Prokofiev, interprété musicalement par L'Ensemble Agora, avec les acteurs Irène Jacob et Jérôme Kircher, et des dessins en direct réalisés par Bastien Vivès, à l'Opéra de Lyon.
En 2015 est jouée sur scène Les Saisons, sur une mise en narration qu'il a produite d'après Les Quatre Saisons de Vivaldi et de Piazzolla, avec la violoniste Marianne Piketty qui dirige l’ensemble du Concert Idéal, l'actrice Irène Jacob et le peintre Laurent Corvaisier. L'année suivante, en 2016, paraît le CD Les Saisons, tiré du spectacle, accompagné d'un livret illustré, aux éditions Little Village.
En février 2017, il est l'auteur du conte musical Les Mille et un voyages de Claudio Monteverdi, CD accompagné d'un livret ; conte raconté par Michel Fau et illustré par Nathalie Novi. L'interprétation musicale est de l'ensemble Les Arts Florissants, sous la direction Paul Agnew. Ce conte musical s'intéresse à la vie et à l’œuvre du compositeur italien Claudio Monteverdi (1567-1643), et à sa rencontre avec un jeune garçon, Carlo. Lors de la sortie du conte, France Musique relève dans son article : « Ce conte musical rappelle des valeurs universelles : respect, amitié, amour et fait l’éloge du savoir et de la création ».

## Prix et distinctions
- Prix Casterman de Poésie 1979[1],[3] ;
- "Mention" Prix BolognaRagazzi à la Foire du livre de jeunesse de Bologne 1987[19] pour  Bon appétit, Monsieur Logre, illustré par Marie-José Sacré ;
- Prix Maurice et Gisèle Gauchez-Philippot 1991 pour le recueil de poésies Le Maintien du désordre ;
- Prix Émile Polak 1992 de l'Académie royale de langue et de littérature françaises pour le recueil de poésie Chiens rouges[10] ;
- Prix Livrimages 1995 pour Cœur de singe, texte de Carl Norac, illustrations de Jean-Claude Hubert ;
- Prix des Bibliothèques de France 1996 pour Les Mots doux, texte de Carl Norac, illustration de Claude K. Dubois ;
- Prix Eugène Schmits 2002 de l'Académie royale de langue et de littérature françaises pour le recueil de poésie Éloge de la Patience[11] ;
- Coup de cœur 2004 du Centre national de la littérature pour la jeunesse (BnF) pour Un secret pour grandir, illustré par Carll Cneut[32] ;
- (international) « Honour List » 2004[33] de l' IBBY, Catégorie Auteur, pour Le Dernier Voyage de Saint-Exupéry ;
- Nommé ambassadeur d’Andersen pour la Belgique par la reine du Danemark[34], 2005 ;
- Prix de l'ADAMI[28] 2006 pour le livre-disque Monsieur Satie, l'homme qui avait un petit piano dans la tête : fantaisie pour comédien et pianiste, texte Carl Norac ; illustrations Élodie Nouhen ;
- Prix de l'Académie Charles-Cros[28] 2006 pour le livre-disque Monsieur Satie, l'homme qui avait un petit piano dans la tête : fantaisie pour comédien et pianiste ;
- Coup de cœur 2006 du Centre national de la littérature pour la jeunesse (BnF) pour Monstre, ne me mange pas !, illustré par Carll Cneut[35] ;
- Prix du meilleur spectacle de marionnettes au Festival international Feten (Espagne) en 2008[27] pour le spectacle dont il a écrit le texte Petites histoires de cœur ;
- Prix Charles Plisnier 2009 pour le recueil de poésies Sonates pour un homme seul ;
- Grand Prix SGDL du livre jeunesse 2009[12] pour Petits poèmes pour passer le temps, illustré par Kitty Crowther ;
- Finaliste Médaille Kate-Greenaway 2011[36] pour les illustrations de Big Bear, Little Brother par Kristin Oftedal ;
- Coup de cœur 2011 du Centre national de la littérature pour la jeunesse (BnF) pour le livre-disque Monsieur Chopin ou Le voyage de la note bleue, illustré par Delphine Jacquot[37]
- Prix Paille en Queue 2012[38] du Salon du Livre jeunesse de l'océan Indien, pour Dans le ventre de papa, illustrations de Magali Bardos ;
- Grand Prix du livre audio au Centre national du livre 2014[22] catégorie Jeunesse pour le livre-disque Bazar Circus, conte musical de Carl Norac, illustré par Isabelle Chatellard ;
- Coup de cœur 2015 du Centre national de la littérature pour la jeunesse (BnF) pour Grand Calao et Petit Homme, illustré par Anne-Catherine De Boel[39] ;
- Artiste complice associé pour la littérature, à Mons Capitale européenne de la culture en 2015 ;
- Coup de cœur Jeune Public printemps 2016 de l'Académie Charles-Cros pour Les Saisons avec Irène Jacob[40] ;
- Prix de poésie Jean-Hugues Malineau 2018 pour Poèmes pour mieux rêver ensemble, de Carl Norac et Géraldine Alibeu ;
- Coup de cœur Jeune Public automne 2019 de l'Académie Charles-Cros pour La Harpe de la reine ou le journal intime de Marie-Antoinette[41] ;
- Grand prix Albert Mockel de l'Académie royale de langue et de littérature françaises de Belgique en 2019 pour l'ensemble de son œuvre poétique ;
- Poète National de Belgique / Dichter des Vaderlands / Nationaler Dichter - ambassadeur de la poésie belge en 2020 / 2021 ;
- Grand Prix du livre audio France Culture pour le livre-disque Monsieur Mozart ou le cadeau des étoiles en 2020 ;
- Prix Joël Sadeler 2020[42] pour Les Beautés minuscules ;
- Finaliste Prix Landerneau 2021[43], Catégorie Album Jeunesse, pour Lucky Joey, illustré par Stéphane Poulin ;
- Prix Sabam for Culture - Auteur littéraire, pour l'ensemble de son activité littéraire 2020, 2021 ;
- Coup de cœur Jeune Public printemps 2021 de l'Académie Charles-Cros pour Le Carnaval des animaux sud-américains[44] ;
- Prix Chrétien de Troyes 2021 pour Lucky Joey[45] de Carl Norac et Stéphane Poulin (Pastel) ;
- Prix de poésie contemporaine francophone de l'APPF décerné pour l'année 2022 à Carl Norac pour son recueil Un verre d'eau glacée et sa maison d'édition Le Taillis Pré.

## Ouvrages

### Années 1980 et 1990
Les premières publications de Carl Norac, aux éditions Chantecler, sont des textes adaptés. Son premier ouvrage en tant qu'auteur est l'album Bon appétit, Monsieur Logre, publié en 1986.

#### Auteur
- Bon appétit, Monsieur Logre, texte de Carl Norac, illustré par Marie-José Sacré, Dessain, 1986 "Mention" Prix BolognaRagazzi à la Foire du livre de jeunesse de Bologne 1987[19].
- Le Fantôme à tics, texte de Carl Norac, ill. par  Marie-José Sacré, Dessain, Liège, 1986
- Baloum le génie[46], texte de Carl Norac, ill. par Marie-José Sacré, Dessain, coll. « La Botte de 7 lieues », Liège, 1987  (ISBN 2-502-00102-1)
- Harpagonne la sorcière, texte de Carl Norac, ill. par Marie-José Sacré, Dessain, coll. « La Botte de 7 lieues », Liège, 1987
- Loch Ernest est-il un monstre ?, illustré par Marie-José Sacré, Dessain, coll. « La Botte de 7 lieues », 1988  (ISBN 2-502-00104-8)
- J'aime lire, Chantecler, 1988
- La Campagne ; La maison ; La Ville ; La Mer : 40 comptines pour que les bruits qui nous entourent nous fassent entrer dans la sarabande des mots, Carl Norac, Claude Clément, Colette Hellings ; d'après une idée de Colette Hellings ; ill. Dominique Maes, Casterman, 1989 - livre-disque
- Images en voie d'arrestation, Maison internationale de la Poésie, 1990 - poésie
- Le Chat catastrophe, texte de Carl Norac, ill. Marie-José Sacré, Gakken, Tokyo, 1999
- À toi de jouer, Diogène !, illustré par Bernard Godi, Casterman, 1990 - bande dessinée
- Le Maintien du désordre, Éditions Caractères, 1990 - poésie Prix Maurice et Gisèle Gauchez-Philippot 1991.
- Le Lion fanfaron, texte Carl Norac ; ill. Frédéric du Bus, Casterman, 1991 [lire en ligne]
- Le Livre des prénoms, Chantecler, 1992
- La Politesse des fauves, L'arbre à paroles, 1993 - poésie
- Chiens rouges, 1992 Prix Émile Polak 1992 de l'ARLLFB[10].
- Dimanche aux Hespérides : poèmes, Éditions de la Différence, 1994 - poésie

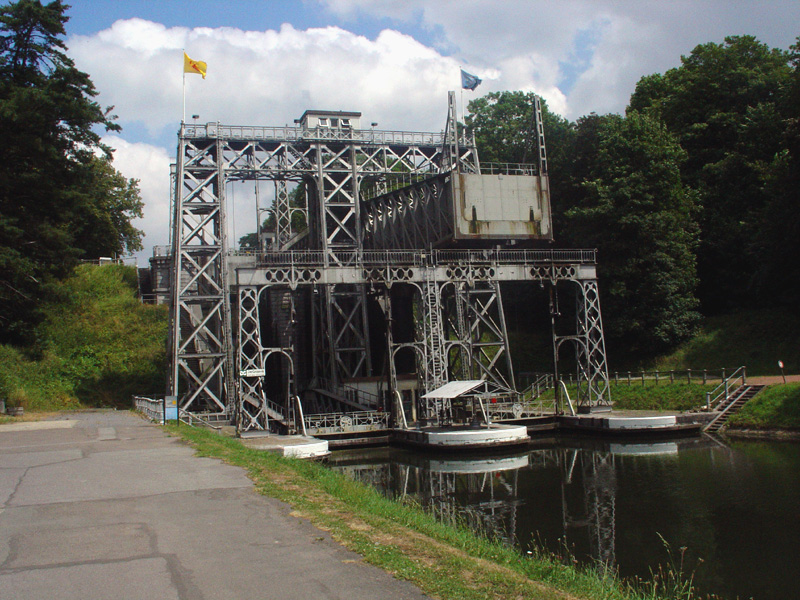
Un ascenseur à bateaux du Canal du Centre, sujet de son ouvrage documentaire de 1994 Le Canal du Centre : quand les bateaux prennent l'ascenseur, coécrit avec Jean-Pierre Gailliez.

- Romulus et Rémi : une fable à l'Opéra, texte de Carl Norac ; ill. de Jean-Claude Hubert, L'École des loisirs, 1994
- Le Canal du Centre : quand les bateaux prennent l'ascenseur, coécrit avec Jean-Pierre Gailliez, Casterman, 1994 - documentaire
- Nemo et le volcan, texte de Carl Norac ; ill. de Louis Joos, L'École des loisirs, 1995  (ISBN 2211034373)
- Le Voyeur libre, Carl Norac, Éperonniers, 1995 - poésie  (ISBN 2871322627)
- Cœur de singe, texte de Carl Norac ; ill. de Jean-Claude Hubert, L'École des loisirs, 1995 Prix Livrimages 1995
- La Candeur : poèmes, Éditions de la Différence, 1996 - poésie
- Un loup dans la nuit bleue, texte de Carl Norac ; ill. de Louis Joos, Pastel, L'École des loisirs, 1996  (ISBN 221103862X)
- Les Mots doux, texte de Carl Norac, illustrations de Claude K. Dubois, L'École des loisirs, 1996 Prix des Bibliothèques de France 1996.
- Lou dans la lune, texte de Carl Norac, illustrations de Rita van Bilsen, Artimini, Brussels, 1997
- Beau comme au cinéma : court-métrage, texte de Carl Norac ; ill. de Louis Joos, L'École des loisirs, 1997
- Le Carnet de Montréal, Éditions du Noroît, 1998 - poésie
- L'Île aux câlins, texte de Carl Norac ; ill. de Claude K. Dubois, Pastel, L’École des loisirs, 1998
- Le Sourire de Kiawak, Carl Norac ; ill. par Louis Joos, Pastel, L’École des loisirs, 1998  (ISBN 9782211048750)
- L'Espoir Pélican, texte de Carl Norac ; ill. de Louis Joos, L'École des loisirs, 1998
- Pour en finir avec l’idée d’une âme, Manières noires de Christine Ravaux, éd. X2, 1998 - livre d'art
- L'Invention de l'enfance, traduction en roumain de Constantin Abaluta, Éditions Crater, 1999
- La Grande Ourse, texte de Carl Norac, illustrations de Kitty Crowther, L'École des loisirs, 1999
- Éloge de la patience : poèmes, Éditions de la Différence, 1999 - poésie Prix Eugène Schmits 2002 de l'ARLLFB[11].
- Bonjour, mon petit cœur, texte de Carl Norac ; ill. de Claude K. Dubois, Pastel, L'École des loisirs, 1999
- Zip et Saxo, tome 1 : Panique cosmique, texte Carl Norac, ill. David Merveille, Artimini, Brussels, 1999
- Zip et Saxo, tome 2 : La forêt magique, texte Carl Norac, ill. David Merveille, Artimini, Brussels, 1999
- Monsieur Pwoët, Éditions du Cerisier, Cuesmes, 1999 - théâtre

### Années 2000
- Le Message de la baleine[47], texte de Carl Norac ; ill. de Jean-Luc Englebert, Pastel, L'École des loisirs, 2000
- La Petite Souris d'Halloween, texte de Carl Norac ; ill. de Stibane, Pastel, L’École des loisirs, 2000
- Marine et Louisa, texte de Carl Norac ; ill. de Claude K. Dubois, Pastel, L’École des loisirs, 2000
- Le Rêve de l'ours, texte de Carl Norac ; ill. de Louis Joos, L'École des loisirs, 2000
- Le Printemps de l’ours, texte de Carl Norac, ill. Jean-Luc Englebert, Artimini, 2001

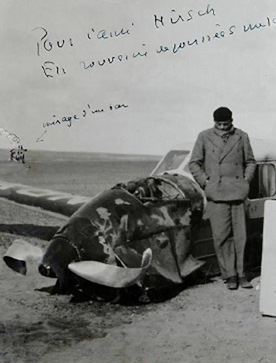
Antoine de Saint-Exupéry en 1935 dans le Sahara, qui lui inspire l'album Le Dernier Voyage de Saint-Exupéry, illustré par Louis Joos, en 2002.

- Le Père Noël m'a écrit, texte de Carl Norac, illustrations de Kitty Crowther, L'École des loisirs, 2001
- Donne-moi un ours !, texte de Carl Norac ; ill. d'Émile Jadoul, Pastel, L’École des loisirs, 2001
- Cœur de papier[16], texte de Carl Norac ; ill. de Carll Cneut, Pastel, L’École des loisirs, 2001
- Un bisou, c'est trop court, texte de Carl Norac ; ill. de Claude K. Dubois, Pastel, L'École des loisirs, 2001
- Je suis un amour, Carl Norac ; ill. par Claude K. Dubois, Pastel, L’École des loisirs, 2001
- Je veux un bisou !, Carl Norac ; ill. par Claude K. Dubois, Pastel, L’École des loisirs, 2001
- Kuli et le sorcier texte de Carl Norac ; d'après une histoire de Dominique Mwankumi, qui est aussi auteur des ill., Archimède-L'École des loisirs, 2001
- Le Dernier Voyage de Saint-Exupéry, Carl Norac ; ill. Louis Joos, La Renaissance du livre, 2002
- Une visite chez la sorcière, texte de Carl Norac ; ill. de Sophie Moon, Pastel, L’École des loisirs, 2002
- Zeppo, texte de Carl Norac ; ill. de Peter Elliott, Pastel, L’École des loisirs, 2002
- Lettres du géant à l'enfant qui passe : et autres poèmes[7], Labor, 2002
- Pierrot d'amour[48], texte de Carl Norac ; ill. de Jean-Luc Englebert, Pastel, L’École des loisirs, 2002
- Tu m'aimes ou tu m'aimes pas ?, texte de Carl Norac ; ill. de Claude K. Dubois, Pastel, L'École des loisirs, 2002
- Le Carnet bleu, La Renaissance du livre, 2003 - poésie
- Un secret pour grandir[17], conte de Carl Norac ; ill. par Carll Cneut, Pastel, L’École des loisirs, 2003 Coup de cœur 2004 du Centre national de la littérature pour la jeunesse (BnF)[32]
- Tu es si gentil, mon ours[49], texte de Carl Norac ; ill. d'Anne Isabelle Le Touzé, Pastel, L’École des loisirs, 2003  (ISBN 2-211-07123-6)
- Métropolitaines : tentative de photographier avec le langage : métro de Paris, hiver 1999-2000, Éditions de l'Escampette, 2003 - poésie
- Angakkeq : la légende de l'oiseau-homme, texte de Carl Norac, ill. de Louis Joos, Pastel, L’École des loisirs, 2004
- Le Petit Sorcier de la pluie, texte de Carl Norac ; ill. d'Anne-Catherine De Boel, Pastel, L’École des loisirs, 2004
- Akli, prince du désert : un conte du pays des sables, ill. d'Anne-Catherine De Boel, Pastel, L’École des loisirs, 2004
- Mon papa est un géant, Carl Norac ; ill. par Ingrid Godon, Bayard Jeunesse, 2004 ; publication parallèle en anglais : (en) My daddy is a giant, Macmillan, 2004
- Ogromino : et la très petite sorcière, Carl Norac ; ill., Catherine Fradier, Magnard jeunesse, 2004 - roman jeunesse
- Tout près de maman[50], texte de Carl Norac ; ill. de Catherine Pineur, Pastel, L'École des loisirs, 2004

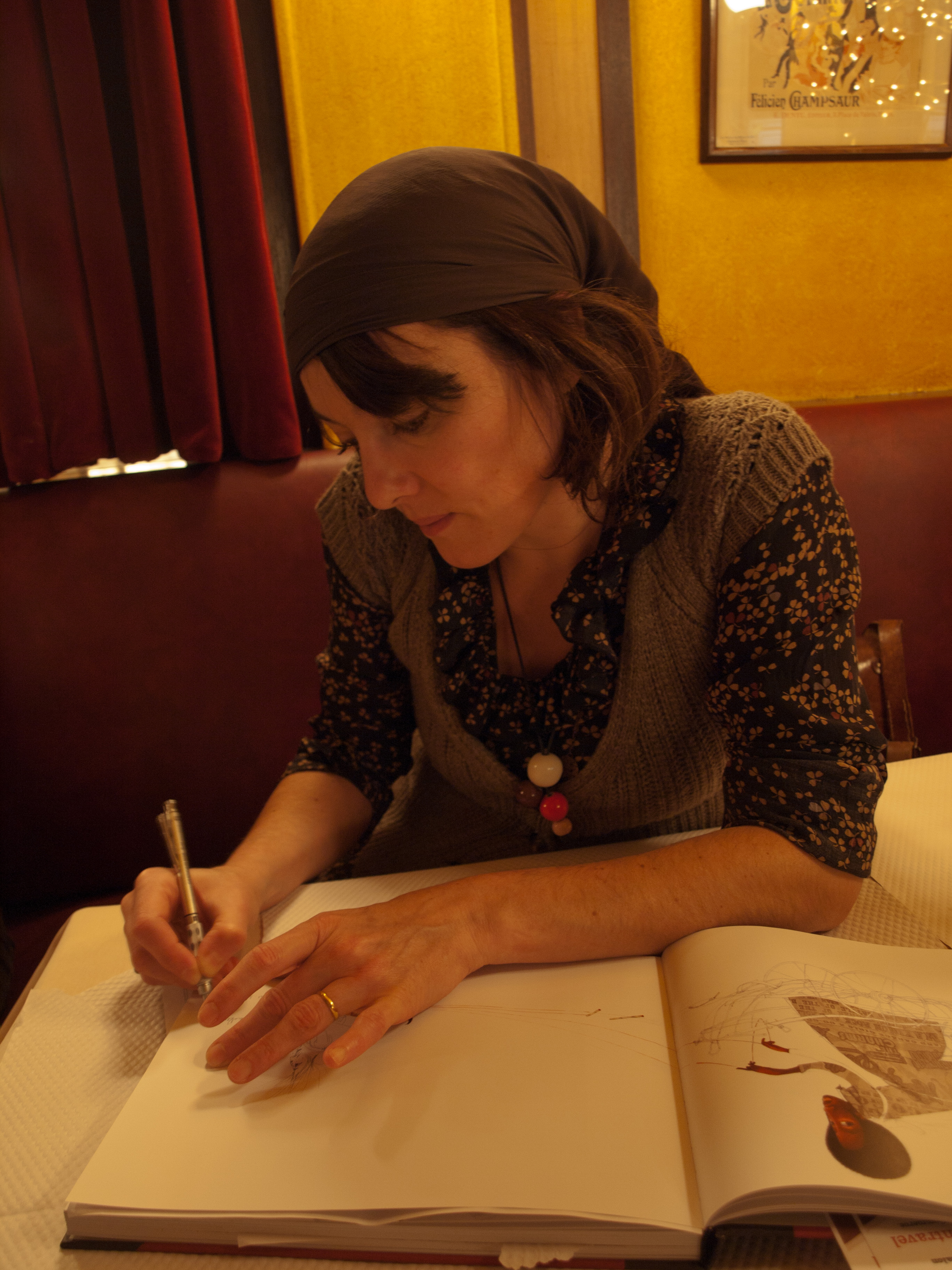
Rébecca Dautremer, illustratrice de Sentimento en 2005, et du conte musical Swing Café en 2009.

- Le Magicien des ombres, ill. de Yann Tisseron, Magnard jeunesse, 2005 - roman jeunesse
- Sentimento, Carl Norac ; illustré par Rébecca Dautremer, Bilboquet, 2005 ; rééd. Tom' Poche 2013
- Petit bonheur, Carl Norac ; illustré par Éric Battut, Bilboquet, 2005
- Le Carnaval des animaux, textes de Carl Norac ; illustrations d'Olivier Tallec ; d'après l'œuvre de Camille Saint-Saëns ; Sébastien Dutrieux, voix ; Orchestre du Théâtre royal de la Monnaie de Bruxelles ; Alexander Winterson, dir., Sarbacane, 2005 - livre-disque
- Mon meilleur ami du monde, texte de Carl Norac ; illustrations de Claude K. Dubois, Pastel, L’École des loisirs, 2005
- Le Géant de la grande tour[20], Carl Norac, ill. de Ingrid Godon, Sarbacane, 2005
- La Vie en bleu, texte de Carl Norac ; illustrations de Stéphane Poulin, Pastel, L’École des loisirs, 2006  (ISBN 221108138X)
- Petites grimaces et grands sourires, Carl Norac ; illustrations de Dominique Maes, Éditions du Rocher, 2006
- Une maman, c'est magique !, Carl Norac ; illustré par Ingrid Godon, Bayard Jeunesse, 2006 ; publication parallèle en anglais : (en) My mummy is magic, Macmillan, 2006
- Monstre, ne me mange pas, texte de Carl Norac ; illustrations de Carll Cneut, Pastel, L'École des loisirs, 2006 Coup de cœur 2006 du Centre national de la littérature pour la jeunesse (BnF)[35]
- Monsieur Satie, l'homme qui avait un petit piano dans la tête : fantaisie pour comédien et pianiste[51], texte Carl Norac ; illustrations Élodie Nouhen ; Érik Satie, comp. ; récitant François Morel, Didier jeunesse, 2006 - livre-disque  (ISBN 978-2-278-05496-1)Prix de l'ADAMI[28] 2006 et Prix de l'Académie Charles-Cros[28] 2006.
- Et maintenant, qu'est-ce qu'on fait ?, texte de Carl Norac ; illustrations de Kristien Aertssen, Pastel, L’École des loisirs, 2006
- Bébé je t'aime : Le grand livre des mots doux, Carl Norac ; Illustrations de Claude K. Dubois, Pastel, L’École des loisirs, 2007
- (en) Tell me a story, Mummy, texte Carl Norac, ill. Ingrid Godon, Macmillan, 2007
- Dolectti, un ange à Paris, texte de Carl Norac ; illustrations de Neil Desmet, Pastel, L’École des loisirs, 2008
- Lola reine des princesses[52], texte de Carl Norac ; illustrations de Claude K. Dubois, Pastel, L’École des loisirs, 2008
- Le Concours de bisous, Carl Norac, ill. de Ingrid Godon, Bayard Jeunesse, 2008
- Le Chant du sorcier, ill. de Claude Cachin, Bayard Jeunesse, 2008
- Sonates pour un homme seul, Éditions de l'Escampette, 2008 Prix Charles Plisnier 2009.
- Petites histoires pour les enfants qui s'endorment très vite, Carl Norac ; illustrations de Thomas Baas, Sarbacane, 2008
- Inuk est amoureux, texte de Carl Norac ; illustrations de Martine Bourre, Pastel, L’École des loisirs, 2009
- Tête en l'air[53], Carl Norac, ill. de Beppe Giacobbe, Éditions du Rouergue, 2009
- Swing café, un conte musical de Carl Norac ; illustré par Rébecca Dautremer ; et raconté par Jeanne Balibar ; Carmen Miranda, chant ; Duke Ellington, p ; The Mills Brothers, groupe voc. et instr., Didier jeunesse, 2009 - livre-disque
- Les Câlins sandwich, Carl Norac, ill. de Pascaline Mitaranga, Gautier-Languereau, 2009
- Les Bisous volants, Carl Norac, ill. de Pascaline Mitaranga, Gautier-Languereau, 2009
- Les Petits Choux, Carl Norac, ill. de Pascaline Mitaranga, Gautier-Languereau, 2009
- Petits poèmes pour passer le temps, poèmes de Carl Norac ; illustrations de Kitty Crowther ; graphisme de Célestin, Didier jeunesse, 2009 Grand Prix SGDL du livre jeunesse 2009[12].
- Raja : le plus grand magicien du monde[21], texte de Carl Norac ; illustrations d'Aurélia Fronty, Didier jeunesse, 2009
- (en) Big Bear, Little Brother, Carl Norac, ill. de Kristin Oftedal, Macmillan, 2009

### Années 2010

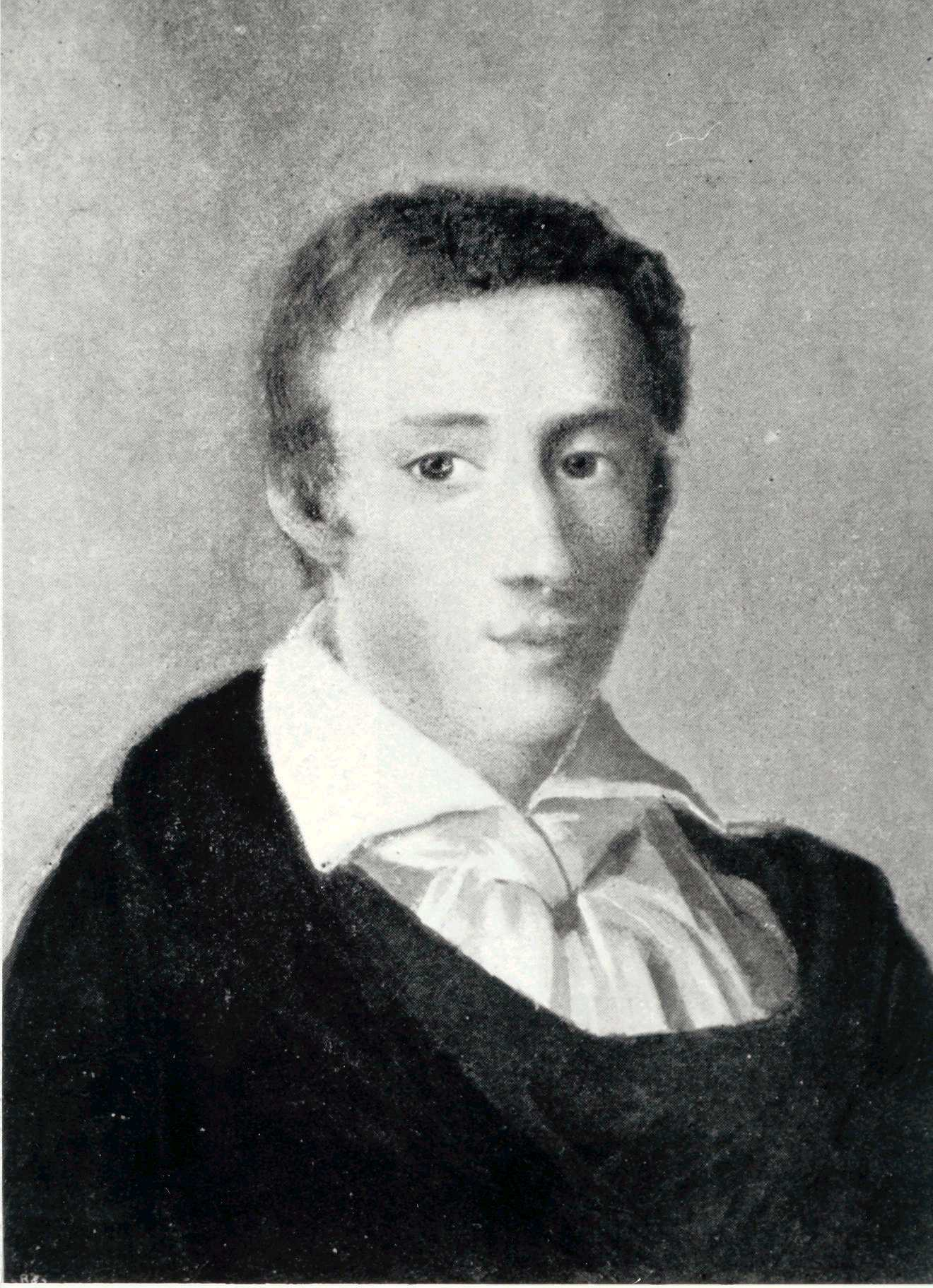
Le compositeur Frédéric Chopin (1810-1849), qui inspire le livre-disque Monsieur Chopin ou Le voyage de la note bleue en 2010. (Peinture d'Ambroise Moroszewski de 1829.)

- Toits de Paris, texte Carl Norac, aquarelles de Fabrice Moireau, les Éd. du Pacifique, 2010
- Moi, je t'aime, Carl Norac, ill. de Pascaline Mitaranga, Gautier-Languereau, 2010
- Asha, illustrations d'Anne-Catherine De Boel, Pastel, L’École des loisirs, 2010
- Bleu d'amour, Carl Norac, ill. de Charlotte Mollet, Bilboquet, 2010
- Monsieur Chopin ou Le voyage de la note bleue texte Carl Norac ; illustrations de Delphine Jacquot ; Frédéric Chopin comp. ; récitant Jacques Bonnaffé, Didier jeunesse, 2010 - livre-disque Coup de cœur 2011 du Centre national de la littérature pour la jeunesse (BnF)[37]
- Joyeux anniversaire Lola !, texte de Carl Norac ; illustrations de Claude K. Dubois, Pastel, L'École des loisirs, 2010
- La Princesse au secret, Carl Norac, ill. de Isabelle Chatellard, Gautier-Languereau, 2010
- Il vaut mieux ici qu'en face, Carl Norac et Carole Fives, Nuit myrtide éd., coll. « Itinérances », 2011  (ISBN 9782913192935)
- Petites histoires pour rêver dans sa poche, Carl Norac, ill. de Thomas Baas, Sarbacane, 2011
- Rendez-vous sous la lune[15], texte de Carl Norac ; illustrations d'Isabelle Chatellard, Pastel, L’École des loisirs, 2011
- Libre comme l'air, Carl Norac, ill. de Éric Battut, Didier jeunesse, 2011
- Dans le ventre de papa[15], texte Carl Norac et Alain Grousset, ill. de Magali Bardos, L’École des Loisirs, 2011 Prix Paille en Queue 2012[38] du Salon du Livre jeunesse de l'océan Indien
- Mère magie[15], texte de Carl Norac ; illustrations de Louis Joos, Pastel, L’École des loisirs, 2011
- Au pays de la mémoire blanche, texte de Carl Norac ; illustrations de Stéphane Poulin, Sarbacane, 2011
- Chouette, j'ai grandi !, texte de Carl Norac ; illustrations de Claude K. Dubois, Pastel, L’École des loisirs, 2012
- Mon ti chien[54], Carl Norac, ill. de Isabelle Chatellard, Didier jeunesse, 2012
- D'îles en ailes, texte de Carl Norac, Béatrice Libert, Pierre Coran, Anne-Marielle Wilwerth ; illustrations de Nancy Pierret, 2012, Éditions Couleur livres  (ISBN 978-2-870-03513-9)
- Bazar Circus, conte musical de Carl Norac, ill. de Isabelle Chatellard ; Chostakovitch, Khatchatourian, Rachmaninov... et al., comp. ; dit par Dominique Pinon, Didier jeunesse, 2013 - livre-disque Grand Prix du livre audio au Centre national du livre 2014[22], dans la catégorie Jeunesse.
- Le Petit Ballon de la lune, texte de Carl Norac ; illustrations d'Émile Jadoul, Pastel, L'École des loisirs, 2013  (ISBN 9782211210843)

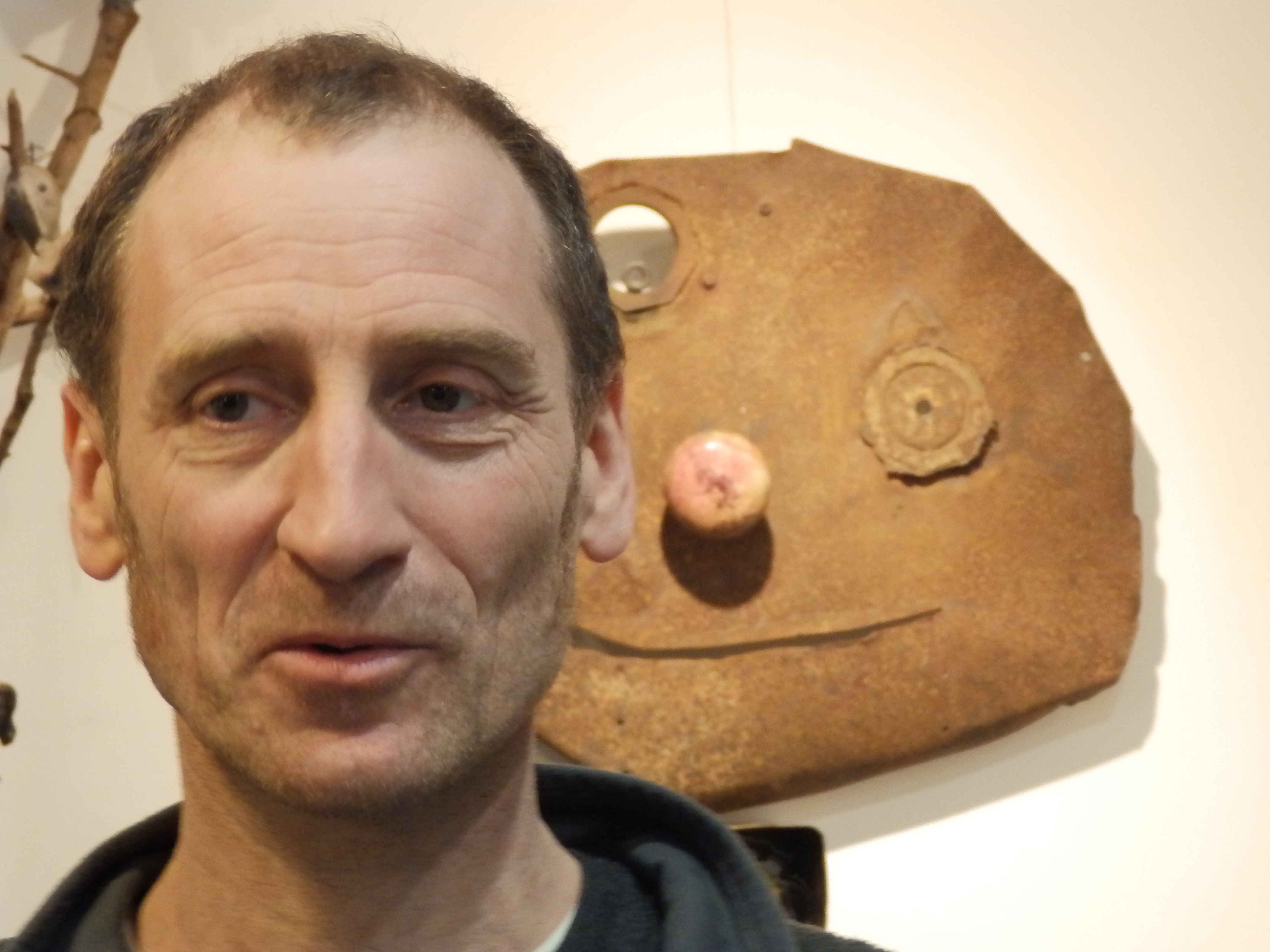
Le plasticien Christian Voltz, qui collabore pour la première fois avec Carl Norac en 2016, pour l'album Le Nid de Jean.

- Une valse pour Billie : et autres figures libres, Éditions de l'Escampette, 2013 - recueil inspiré par Billie Holiday et d'autres artistes
- Grand Calao et Petit Homme, texte de Carl Norac ; illustrations d'Anne-Catherine De Boel, Pastel, L’École des loisirs, 2014 Coup de cœur 2015 du Centre national de la littérature pour la jeunesse (BnF)[39]
- L'Opéra volant, texte de Carl Norac ; ill. de Vanessa Hié, Rue du monde, 2014
- Boîtes à bonheurs, texte de Carl Norac ; illustrations de Claude K. Dubois, Pastel, L’École des loisirs, 2015
- Le Petit Musée du bleu : 13 œuvres : Degas, Dubuffet, Hokusai, Klee, Klein, Magritte, Matisse, Miró, Picasso, de Saint-Phalle, Vermeer / 13 poèmes de Carl Norac, Rue du monde, 2015
- Le Noir Quart d'heure[6], texte de Carl Norac ; illustrations d'Emmanuelle Eeckhout, Pastel, L'École des loisirs, 2015
- Plus haut que le ciel[24], texte de Carl Norac ; ill. de Zaü, Rue du monde, 2015
- La Boîte rouge, texte de Carl Norac ; illustrations de Stéphane Poulin, Pastel, L’École des loisirs, 2016
- Sorcière blanche, Carl Norac ; ill. par Herbéra, À pas de loups, 2016
- Le Nid de Jean, texte de Carl Norac ; illustrations de Christian Voltz, Pastel, L’École des loisirs, 2016  (ISBN 9782211228404)
- Rue des amours, Carl Norac ; illustrations de Carole Chaix, À pas de loup, 2016
- Un ours et moi, et moi, et moi[25], texte de Carl Norac ; illustrations d'Ingrid Godon, Pastel, L'École des loisirs, 2016  (ISBN 978-2-211-22939-5)
- La Piscine magique, texte de Carl Norac ; illustré par Clothilde Delacroix, Didier jeunesse, 2017
- Les Mille et un voyages de Claudio Monteverdi[31], texte de Carl Norac, raconté par Michel Fau et illustré par Nathalie Novi. Interprétation musicale Les Arts Florissants, direction Paul Agnew, Harmonia Mundi, 2017 - CD et livret illustré
- Poèmes pour mieux rêver ensemble, poèmes de Carl Norac ; illustrations de Géraldine Alibeu, Actes Sud Junior, 2017  (ISBN 978-2-330-07889-8) — Prix de poésie Jean-Hugues Malineau 2018
- (nl) Winter vuur, texte Carl Norac ; traduction Michael De Cock ; illustrations de Gerda Dendooven, éd. Lannoo, 2017
- Les Trois Bons Amis, texte de Carl Norac ; illustrations de Ghislaine Herbéra ; À Pas de loups, 2018
- Adorable, c'est tout moi !, texte de Carl Norac ; illustrations de Claude K. Dubois ; Pastel, L’École des Loisirs, 2018
- Poèmes de roches et de brumes, poèmes de Carl Norac ; illustrations d'Arno Célérier ; Le Port a Jauni, 2018
- Les Trois Vies de Petite Perle, texte de Carl Norac ; illustrations d'Anne-Catherine De Boel ; Pastel, L’École des Loisirs, 2018  (ISBN 9782211232869)
- Le Livre des beautés minuscules, poèmes de Carl Norac ; illustrations de Julie Bernard ; Rue du Monde, 2019
- Je t'emmène en voyage[55], textes de Carl Norac ; collectif d'illustrateurs ; À pas de loups, 2019
- Monsieur Mozart ou le cadeau des étoiles[56], texte de Carl Norac ; raconté par François Morel; illustrations de Marie Dorléans, réalisation artistique Marc Dumont, Didier Jeunesse, 2019 - Livre-CD
- Happy Jazz, texte Carl Norac, illustrations Ilya Green ; sélection des titres : Misja Fitzgerald Michel ; Didier Jeunesse, 2019 - Livre-CD.

### Années 2020
- Journal de gestes - Gebarendagboek, poésies de Carl Norac édition bilingue FR/NL, traduction de Katelijne De Vuyst, en couverture un tableau d'Hugo Claus, Maelström, 2020
- Petit Yogi, texte Carl Norac, illustrations Anne-Catherine De Boel, Pastel, L'École des loisirs, 2020
- La Terrible Histoire de Petit Biscuit, texte Carl Norac, illustrations Magali Le Huche, Sarbacane, 2020
- La Poésie pour adultes et enfants : le grand écart ?, essai, Midis de la Poésie Éditions, 2020
- Poucette, texte de Carl Norac d'après La Petite Poucette de Hans Christian Andersen, illustrations Claire de Gastold, Didier Jeunesse, 2020
- Lucky Joey, texte de Carl Norac, illustrations de Stéphane Poulin, Pastel, L'École des loisirs, 2020,Prix Chrétien de Troyes 2021[45].
- Le Carnaval des animaux sud-américains, conte musical de Carl Norac, illustratrice May Angeli, récitant Elliot Jenicot, Ensemble Almaviva, musique Ezequiel Spucches, inclus dans le livre un CD audio, Didier Jeunesse, 2021
- Un verre d'eau glacée, Poésie, Éditions Le Taillis Pré, 2021
- Beeldenraper - Ramasseur d'images, choix de poèmes de Carl Norac, traduits en néerlandais par Hilde Keteleer, Uitgeverij P, 2021
- Piéton du monde, poésie de Carl Norac, choix anthologique et postface de Jean-Luc Outers et Gérard Purnelle, Espace Nord, 2021
- Avenue Rêve d'Or, texte Carl Norac, illustrations Carole Chaix, À Pas de loups, 2021
- Lancelove Le Chevalier aux mille monstres, texte Carl Norac, illustrations Juliette Barbanègre, Pastel, L'École des loisirs, 2021
- Petits poèmes pour y aller, auteur Carl Norac, illustrations Anne Herbauts, Pastel, L'École des loisirs, 2022
- Une seconde, « papillon » !, Une petite poignée de poèmes de Pierre Coran et Carl Norac, images de Cécile Gambini, Rue du Monde, 2022
- L'Envers des circonstances - De Keerzij van de toestand - Die andere Seite des Geschehens, textes du Poète National belge Carl Norac, traductions de Katelijne De Vuyst (NL) et Christina Brunnenkamp (AL), maelstrOm reEvolution/PoëzieCentrum, 2022
- Ma plus belle ombre, texte Carl Norac, illustrations Gaya Wisniewski, Éditions MeMo, 2022  (ISBN 9782352895176)
- Le Grand Trésor, texte Carl Norac, illustrations Julien Béziat, Pastel, L'École des loisirs, 2022  (ISBN 9782211321082)
- Léna et l'Orchestre enchanté, texte Carl Norac, illustrations Sébastien Pelon, narration Julie Gayet, musique Mathieu Lamboley, Orchestre national de France dirigé par Barbara Dragan, inclus dans le livre un CD audio, Gallimard Jeunesse, 2023
- L'Oncle Panda, texte Carl Norac, illustrations Kris Di Giacorno, À Pas de loups, 2024  (ISBN 9782930787961)
- Debout, les arbres !, texte Carl Norac, illustrations Stéphane Poulin, Pastel, L'École des loisirs, 2024  (ISBN 9782211330794).
- Tupilaks !, texte de Carl Norac , illustrations Mandana Sadat, Éditions Esperluète, 2025  (ISBN 9782359841947)
- Lola Grand Cœur, texte Carl Norac, illustrations Claude K. Dubois, Pastel, L'École des loisirs, 2025  (ISBN 978-2-211-33995-7)
- Aujourd'hui, c'est le bon jour !, texte Carl Norac, images Marie Poirier, Rue du Monde, 2025  (ISBN 9782355047831)

### Participations
- Portrait de l'auteur, en introduction à l'ouvrage de Andrée Sodenkamp Poèmes choisis[57], éd. ARLLFB, 1999
- Collectif, La Chambre du regard[58], peintures de Nancy Oliver, La Lettre volée, 2003 - livre d'art
- Collectif, Artopol 2000, illustrateurs multiples, dont Christian Carez, Artopol, 2000 - livre d'art.

## Auteur-scénariste

### Discographie
Carl Norac a écrit plusieurs textes, illustrés par divers illustrateurs, en support à des enregistrements sonores. 
- Le Carnaval des animaux, textes de Carl Norac ; illustrations d'Olivier Tallec ; d'après l'œuvre de Camille Saint-Saëns ; Sébastien Dutrieux, voix ; Orchestre du Théâtre royal de la Monnaie de Bruxelles ; Alexander Winterson, dir., Sarbacane, 2005 - livre-disque
- Monsieur Satie, l'homme qui avait un petit piano dans la tête : fantaisie pour comédien et pianiste, texte Carl Norac ; illustrations Élodie Nouhen ; Erik Satie, comp. ; récitant François Morel, Didier jeunesse, 2006 - livre-disque Prix de l'ADAMI[28] 2006 et Prix de l'Académie Charles-Cros[28] 2006.
- Swing café, un conte musical de Carl Norac ; illustré par Rébecca Dautremer ; et raconté par Jeanne Balibar ; Carmen Miranda, chant ; Duke Ellington, p ; The Mills Brothers, groupe voc. et instr., Didier jeunesse, 2009 - livre-disque
- Monsieur Chopin ou Le voyage de la note bleue texte Carl Norac ; illustrations de Delphine Jacquot ; Frédéric Chopin comp. ; récitant Jacques Bonnaffé, Didier jeunesse, 2010 - livre-disque Coup de cœur 2011 du Centre national de la littérature pour la jeunesse (BnF)[37]
- Bazar Circus, conte musical de Carl Norac, ill. de Isabelle Chatellard ; Chostakovitch, Khatchatourian, Rachmaninov... et al., comp. ; dit par Dominique Pinon, Didier jeunesse, 2013 - livre-disque,Grand Prix du livre audio au Centre national du livre 2014[22], dans la catégorie Jeunesse.

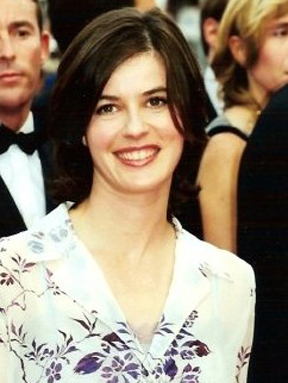
La comédienne Irène Jacob, qui participe aux spectacles Juliette et Roméo en 2011, et Les Saisons en 2015.

- Les Saisons[30], texte de Carl Norac, d'après Les Quatre Saisons de Vivaldi et de Piazzolla[6] ;  avec la violoniste Marianne Piketty qui dirige l’ensemble du Concert Idéal, l'actrice Irène Jacob et le peintre Laurent Corvaisier, éd. Little Village, 2016 - CD et livret illustré
- Les Mille et un voyages de Claudio Monteverdi[31], texte de Carl Norac, raconté par Michel Fau et illustré par Nathalie Novi. Interprétation musicale Les Arts Florissants, direction Paul Agnew, Harmonia Mundi, 2017 - CD et livret illustré
- Monsieur Mozart ou le cadeau des étoiles [56], texte de Carl Norac, raconté par François Morel, illustrations de Marie Dorléans, sur des musiques d'Amadeus Mozart, réalisateur artistique Marc Dumont, Didier Jeunesse, 2019
- La Harpe de la Reine ou le Journal intime de Marie-Antoinette, livre CD, texte : Carl Norac, comédienne : Marina Hands, illustrations : Eric Puybaret, harpe : Xavier de Maistre, musique : William Christie, Les Arts Florissants, éditeur : Littlevillage, 2019.

### Spectacles musicaux
Carl Norac a adapté ou mis en narration plusieurs œuvres, qui ont été montées sur scène.
- Le Carnaval des animaux, textes de Carl Norac ; d'après l'œuvre de Camille Saint-Saëns ; Sébastien Dutrieux, voix ; Orchestre du Théâtre royal de la Monnaie de Bruxelles ; Alexander Winterson, dir., création 1999[1]
- Juliette et Roméo, texte de Carl Norac, d'après Serge Prokofiev, orchestration : Fabrice Pierre, récitants : Irène Jacob et Jérôme Kircher, dessins en direct de Bastien Vivès, L'Ensemble Agora, Opéra de Lyon[29] ; création à l'Opéra-Comique à Paris le 30 janvier 2011.
- Les Saisons[30], texte de Carl Norac, d'après Les Quatre Saisons de Vivaldi et de Piazzolla[6] ;  avec la violoniste Marianne Piketty qui dirige l’ensemble du Concert Idéal, l'actrice Irène Jacob et le peintre Laurent Corvaisier ; création au Théâtre du Châtelet à Paris le 18 janvier 2015.
- Le Carnaval des Animaux sud-américains, musique et conception Ezequiel Spucches, textes Carl Norac, mise en scène Linda Blanchet, comédien Elliot Jenicot, 2019.

### Spectacles jeunesse de marionnettes
- Monsieur Pwoët[26], texte de Carl Norac, mise en scène : Yves Coumans, tournées Belgique et France ; 1998 à 2000
- Gepetto, texte de Carl Norac, mise en scène : Yves Coumans, tournées Belgique et France ; 2002
- Éléfantino, spectacle de marionnettes ; texte de Carl Norac, mise en scène : Yves Coumans, Théâtre des Zygomars, Namur, Belgique, et tournées Belgique et France ; 2002 à 2005
- Tout le ciel est nécessaire, texte de Carl Norac, Compagnie Passeurs de Rêves, avec l'acteur Thomas Coumans, 2009
- Petites histoires de cœur, spectacle d'ombres et de marionnettes ; texte de Carl Norac, mise en scène : Yves Coumans, musique : Eloi Baudimont, et al., Théâtre des Zygomars, Namur, Belgique, et tournées Belgique, France, Espagne, Portugal ; 2008 à 2011,Prix du meilleur spectacle de marionnettes au Festival International Feten (Espagne) en 2008[27].
- Cactus, texte de Carl Norac, scénographie de Cécile Fraysse, création musicale de Boris Kolhmayer, 2018.

### Séries animées
Carl Norac a également été coscénariste de séries animées, dans les années 1980 et 1990 :
- La Bande à Ovide[59], série télévisée d'animation belgo-canadienne en 65 épisodes de 13 minutes, diffusée à partir du 17 octobre 1987 à la Télévision de Radio-Canada ; en Belgique à partir du 3 septembre 1989 - coscénariste aux côtés de son père, Pierre Coran
- Cococinel[60], série télévisée d'animation franco-belge en 78 èpisodes de en 5-10 , produite par Odec Kid Cartoons et diffusée à partir de 1992.

## Traductions

### Depuis le néerlandais vers le français
- Emmanuel De Vocht, 2 000 questions et réponses : sur l'univers, la nature, l'homme, l'histoire, l'art, le sport et la science, Chantecler, 1982
- Ceseli Josephus Jitta, Le Diamant de grand-père, Bayard Jeunesse, 2006.

### Depuis l'espagnol vers le français
- Jorge Luján, Soleil d'hiver, ill. par Mandana Sadat, Didier Jeunesse, 2005
- Jorge Luján, Mes chaussons toutous, poèmes, avec la complicité d'enfants latino-américains ; illustrés par Isol, Syros, 2010
- Jorge Luján, Du bout de mes doigts, ill. par Mandana Sadat, Syros, 2013.

## Exposition
- « Carl Norac, collectionneur d'instants : 20 ans d'écrits, 20 ans d'images »[18],[3], exposition, Orléans, médiathèque, du 17 janvier au 18 mars 2006, puis La Louvière (Belgique), Institut des arts et métiers, du 26 mai au 24 juin 2006 / Michel Marion, Evelyne Beauquier avec la collaboration de Carl Norac - Imprimerie provinciale du Hainaut.

## Hommage
Depuis décembre 2017, l'école élémentaire publique de la ville de Neuville-aux-Bois dans le Loiret porte son nom,.

## Adaptations de son œuvre

### Adaptations au théâtre
- La Trafiquante[61],[62], mise en scène et conception des marionnettes : Bérangère Vantusso, avec Lara Bruhl. Spectacle conçu à partir des poèmes de Valérie Rouzeau, Carl Norac, Jacques Roubaud, Francesco Pittau et Leslie Kaplan, et des illustrations de Stéphane Poulin, Lionel Le Néouanic, Kitty Crowther, Dominique Maes et Bernadette Gervais ; 2009 et 2010
- La Tête à Quidam[63], adaptation de son album jeunesse Tête en l'air[53], illustré par Beppe Giacobbe, et publié aux éditions du Rouergue en 2009 ; par la compagnie Médiane et cie, théâtre de marionnettes ; tournées de 2012 à 2015.
- La Boîte à frissons[64], sur des textes de Carl Norac, compagnie Clin d’œil, 2013.

### Adaptation en musique de ses poèmes
- En 2015, le chanteur Grégoire sort son 4e album Poésies de notre enfance, où il met en musique différentes poésies, dont celle de Carl Norac « Le Cartable rêveur »[65],[66], et celles d'autres poètes, dont Robert Desnos, Philippe Soupault ou Émile Verhaeren.

### Adaptation en bande dessinée
- La bande dessinée Si tu me suis autour du monde, sur un scénario de Christophe N'Galle Edimo, et dessinée par Fifi Mukuna, publiée aux éditions Lai-momo dans la collection « Africa Comics » en 2005, est inspirée par une nouvelle de Carl Norac[67].

### Articles
- L'invité de Ricochet : Carl Norac, Ricochet, 1er août 2005, lire en ligne (consulté le 23 août 2022)
- Odile Bonneel, « Les albums avec Carl Norac. Fenêtre ouverte sur un projet en SEGPA, 2005-2006 », Inter-CDI, no 206, mars-avril 2007, p. 11-16 puis p. 61-67
- Odile Bonneel, « Gros plan sur Carl Norac », entretien, Inter-CDI, no 206, mars-avril 2007, p. 38-41
- « Carl Norac », dossier, Griffon  (ISSN 0299-7827), no 210, janvier-février 2008, p. 1-18
- Liliane Wouters, « Comme Rilke, il sait que les poèmes sont des fruits lents à mûrir... », Griffon, no 210, janvier-février 2008, p. 2-3
- Christiane Germain, « Première rencontre », Griffon, no 210, janvier-février 2008, p. 7-9
- Jean Perrot, « Carl Norac, entre poésie et politique par les chemins de l'enfance et de l'image », Griffon, no 210, janvier-février 2008, p. 10-11
- Annie Falzini, « Carl Norac : "Nous avons voulu tenter une thématique assez risquée : la bienveillance, l'optimisme, la tendresse" », entretien, Citrouille, 18 décembre 2017, (lire en ligne) (consulté le 23 août 2022).

### Vidéographie
- [vidéo] « Dans les petits papiers de… Carl Norac », sur YouTube, 14 octobre 2015